# Huyện (Campuchia)
Huyện của Campuchia (srŏk) là cấp hành chính địa phương thứ hai ở Campuchia. Phân cấp hành chính địa phương ở Campuchia theo hai hệ, hệ thứ nhất từ cao xuống thấp gồm tỉnh (khet)- huyện (srŏk)- xã (khum), và hệ thứ hai từ cao xuống thấp gồm thành phố trực thuộc trung ương ("autonomous municipality")- quận (khan)- phường (sankhat).Sangkat được chia ra thành Phum ( Khmer : ភូមិ ), thường được dịch là làng (villages). Mỗi tỉnh có một tỉnh lỵ (tương đương "Thành phố / Thị xã / Thị trấn", Khmer : ក្រុង , Krông ), ví dụ như tỉnh Siem Reap có tỉnh lỵ là Krong Siem Reap. Các trường hợp ngoại lệ là Banteay Meanchey, Kandal, Mondulkiri, Oddar Meanchey, Preah Viget và Rattanakiri, tỉnh và tỉnh lỵ không trùng tên. Như vậy, huyện cùng cấp với quận (nên thường được gọi chung là cấp huyện, hoặc cấp quận huyện) nhưng một đằng ở khu vực nông thôn và một đằng ở khu vực thành thị.
Campuchia có 171 huyện. Sau đây là danh sách các huyện xếp theo tỉnh. Các con số trong ngoặc đơn gồm hai phần: hai số đầu là mã số của tỉnh và hai số sau là mã số cho huyện.

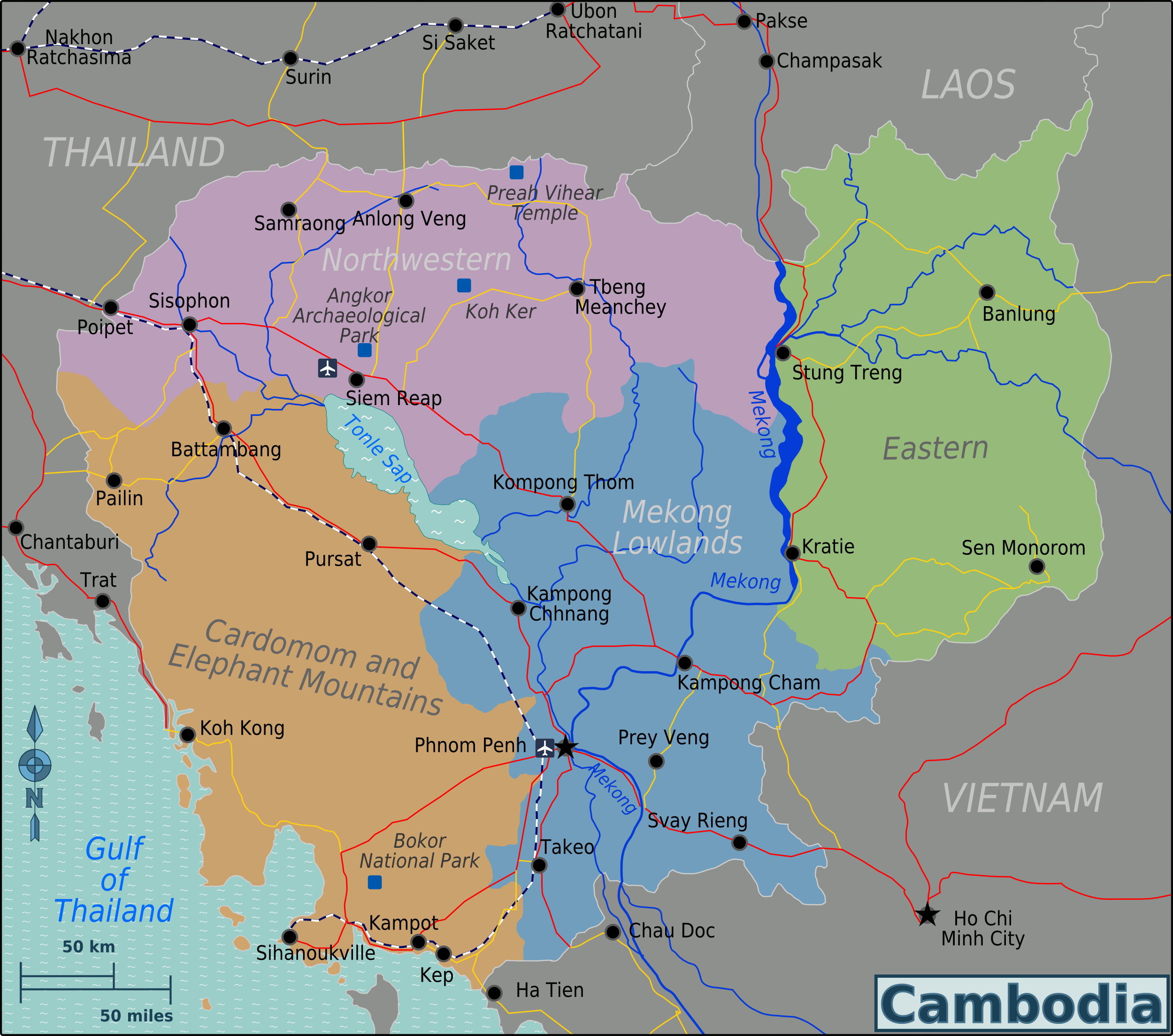
Các vùng ở Campuchia

Bản đồ hành chính Campuchia

## Banteay Meanchey[1]
- Malaii (01-09)
- Mongkol Borei (01-02)
- Ou Chrov (01-05)
- Phnum Srok (01-03)
- Preah Netr Preah (01-04)
- Paoy Poet (01-10) (đô thị)
- Serei Saophoan (01-06) (tỉnh lỵ)
- Svay Chek (01-08)
- Thma Puok (01-07)

## Battambang (tỉnh)[2]
- Banan (02-01)
- Thma Koul (02-02)
- Battambang (02-03) ( tỉnh lị)
- Bavel (02-04)
- Ek Phnom (02-05)
- Muong Ruessei (02-06)
- RatanakMondol (02-07)
- Sangkae (02-08)
- Samlout (02-09)
- Sampov Loun (02-10)
- Phnum Proek (02-11)
- Kamrieng (02-12)
- Koas Krala (02-13)
- Rukha Kiri (02-14)

## Kampong Cham[3]
- Batheay (03-01)
- Chamkar Leu (03-02)
- Cheung Prey (03-03)
- Kampong Cham (03-05) (tỉnh lị)
- Kampong Siem (03-06)
- Kang Meas (03-07)
- Koh Sotin (03-08)
- Prey Chhor (03-13)
- Srey Santhor (03-14)
- Stueng Trang (03-15)

## Kampong Chhnang[4]
- Baribour (04-01)
- Chol Kiri (04-02)
- Kampong Chhnang (04-03) (tỉnh lị)
- Kampong Leaeng (04-04)
- Kampong Tralach (04-05)
- Rolea B'ier (04-06)
- Sameakki Mean Chey (04-07)
- Tuek Phos (04-08)

## Kampong Speu[5]
- Basedth (05-01)
- Chbar Mon (05-02) (tỉnh lị)
- Kong Pisei (05-03)
- Aoral (05-04)
- Oudong (05-05)
- Phnom Sruoch (05-06)
- Samraong Tong (05-07)
- Thpong (05-08)

## Kampong Thom[6]
- Baray (06-01)
- Kampong Svay (06-02)
- Stueng Saen (06-03) (tỉnh lị)
- Prasat Balangk (06-04)
- Prasat Sambour (06-05)
- Sandaan (06-06)
- Santuk (06-07)
- Stoung (06-08)

## Kampot[7]
- Angkor Chey (07-01)
- Banteay Meas (07-02)
- Chhuk (07-03)
- Chum Kiri (07-04)
- Dang Tong (07-05)
- Kampong Trach (07-06)
- Kampot (07-07)
- Kampong Bay (07-08) (tỉnh lị)

## Kandal[8]
- Angk Snuol (08-08)
- Kandal Stueng (08-01)
- Kaoh Thum (08-04)
- Khsach Kandal (08-03)
- Kien Svay (08-02)
- Leuk Daek (08-05)
- Lvea Aem (08-06)
- Mukh Kamphool (08-07)
- Ponhea Leu (08-09)
- S'ang (08-10)
- Ta Khmau (08-11) (tỉnh lị)

## Kep[9]
- Damnak Chang'aeur (23-01)
- Kep (23-02) (tỉnh lị)

## Koh Kong[10]
- Botum Sakor (09-01)
- Koh Kong (09-03)
- Kiri Sakor (09-02)
- Mondol Seima (09-05)
- Smach Mean Chey (09-04) (tỉnh lị)
- Srae Ambel (09-06)
- Thma Bang (09-07)

## Kratié[11]
- Chhloung (10-01)
- Chet Borei (10-06)
- Kratié (10-02) (tỉnh lị)
- Preaek Prasab (10-03)
- Sambour (10-04)
- Snuol (10-05)

## Mondulkiri[12]
- Kaev Seima (11-01)
- Kaoh Nheaek (11-02)
- Ou Reang (11-03)
- Pechr Chenda (11-04)
- Saen Monourom (11-05) (tỉnh lị)

## Oddar Meancheay[13]
- Anlong Veng (22-01)
- Banteay Ampil (22-02)
- Chong Kal (22-03)
- Samraong (22-04) (tỉnh lị)
- Trapeang Prasat (22-05)

## Preah Vihear[14]
- Chey Saen (13-01)
- Chhaeb (13-02)
- Choam Khsant (13-03)
- Kuleaen (13-04)
- Preah Vihear (13-08) (tỉnh lị)
- Rovieng (13-05)
- Sangkom Thmei (13-06)
- Tbaeng Mean Chey (13-07)

## Pursat[15]
- Bakan (15-01)
- Kandieng (15-02)
- Krakor (15-03)
- Phnum Kravanh (15-04)
- Sampov Meas (15-05) (tỉnh lị)
- Veal Veang (15-06)
- Talo Sen Chey (15-07)

## Prey Veng[16]
- Ba Phnum (14-01)
- Kamchay Mear (14-02)
- Kampong Leav (14-11)
- Kampong Trabaek (14-03)
- Kanhchriech (14-04)
- Me Sang (14-05)
- Peam Chor (14-06)
- Peam Ro (14-07)
- Pea Reang (14-08)
- Preah Sdach (14-09)
- Prey Veaeng (14-10) (tỉnh lị)
- Sithor Kandal (14-12)
- Svay Antor (14-13)

## Ratanakiri[17]
- Andoung Meas (16-01)
- Ban Lung (16-02) (tỉnh lị)
- Bar Kaev (16-03)
- Koun Mom (16-04)
- Lumphat (16-05)
- Ou Chum (16-06)
- Ou Ya Dav (16-07)
- Ta Veaeng (16-08)
- Veun Sai (16-09)

## Siem Reap[18]
- Angkor Chum (17-01)
- Angkor Thom (17-02)
- Banteay Srei (17-03)
- Chi Kraeng (17-04)
- Kralanh (17-05)
- Puok (17-06)
- Prasat Bakong (17-07)
- Siem Reap (17-08) (tỉnh lị)
- Sout Nikom (17-09)
- Srei Snam (17-10)
- Svay Leu (17-11)
- Varin (17-12)

## Stung Treng (tỉnh)[19]
- Sesan (19-01)
- Siem Bouk (19-02)
- Siem Pang (19-03)
- Stung Treng (19-04) (tỉnh lị)
- Thala Barivat (19-05)
- Borei O’Svay Sen Chey (19-06)[20]

## Svay Rieng (tỉnh)[21]
- Chantrea (20-01)
- Kampong Rou (20-02)
- Romeas Haek (20-04)
- Romdoul (20-03)
- Svay Chrum (20-05)
- Svay Rieng (20-06) (tỉnh lị)
- Svay Theab (20-07)
- Bavet (20-08) (đô thị)

## Takéo[22]
- Angkor Borei (21-01)
- Bathi (21-02)
- Bourei Cholsar (21-03)
- Doun Kaev (21-08) (tỉnh lị)
- Kaoh Andaet (21-05)
- Kiri Vong (21-04)
- Prey Kabbas (21-06)
- Samraong (21-07)
- Tram Kak (21-09)
- Treang (21-10)

## Pailin[23]
1. Pailin (24-01) (tỉnh lị)
2. Sala Krau (24-02)

## Phnom Penh[24]
1. Chamkarmon (12-01)
2. Daun Penh (12-02)
3. Prampir Makara (12-03)
4. Toul Kork (12-04)
5. Dangkor (12-05)
6. Meanchey (12-06)
7. Russei Keo (12-07)
8. Sen Sok (12-08)
9. Pou SenChey (12-09)
10. Chrouy Changvar (12-10)
11. Prek Pnov (12-11)
12. Chbar Ampov (12-12)
13. Boeng Keng Kang (12-13)
14. Kombol (12-14)

## Preah Sihanouk[25]
1. Mittakpheap (18-01) (tỉnh lị)
2. Prey Nob (18-02)
3. Stueng Hav (18-03)
4. Kampong Seila (18-04)

## Tbong Khmum[26]
1. Dambae (ដំបែ) (25-04)
2. Krouch Chhmar (ក្រូចឆ្មារ) (25-09)
3. Memot (មេមត់) (25-10)
4. Ou Reang Ov (អូរាំងឪ) (25-11)
5. Ponhea Kraek (ពញ្ញាក្រែក) (25-12)
6. Tbuong Khmum (ត្បូងឃ្មុំ) (25-16)
7. Suong (ក្រុងសួង) (25-17) (tỉnh lị)